# Alberto Ravaioli
Alberto Ravaioli (Forlì, 6 ottobre 1945) è un medico e politico italiano.

## Biografia
Nel 1970 si laureò in medicina, e si è poi specializzato in oncologia generale a Modena nel 1974, in Igiene e Medicina Preventiva a Ferrara nel 1980 ed infine in Ematologia Generale a Bologna nel 1983.
Dal 1989 ad ottobre 2012 ha diretto il reparto di oncologia dell'ospedale Infermi di Rimini.

### Sindaco di Rimini
Nel 1999 venne candidato come sindaco di Rimini dalla coalizione de L'Ulivo e venne eletto primo cittadino al secondo turno con il 51,22% dei voti.
Nel dicembre del 2000 una sentenza della Corte di cassazione fece decadere il consiglio comunale decretando incompatibile il fatto che Ravaioli stesse ricoprendo contemporaneamente sia la carica di sindaco che quella di primario, pertanto si dovette procedere a nuove consultazioni: pochi mesi più tardi, il 27 maggio 2001, Ravaioli (che poté nel frattempo ricandidarsi) vinse nuovamente al ballottaggio con il 52,45% dei voti.
Terminata l'intera legislatura nel 2006, ricevette un nuovo mandato comunale con il 51,09% dei consensi al primo turno. In Comune fu sostenuto da: L'Ulivo (DS più Margherita), Italia dei Valori, Rifondazione Comunista, Comunisti Italiani e Verdi.

## Pubblicazioni
Alberto Ravaioli ha scritto oltre 150 pubblicazioni a carattere scientifico sia su riviste italiane che sulla stampa medica internazionale specializzata.
È membro dell'Associazione italiana di oncologia medica, del Collegio italiano di Oncologia medica, dell'Associazione europea di oncologia medica, dell'American cancer society for Clinical oncology e dell'American Association cancer research. Inoltre ha partecipato in qualità di relatore a convegni nazionali ed internazionali di oncologia.